# Jessica Liedberg
Jessica Martina Liedberg, född 7 oktober 1969 i Lindome församling, Hallands län är en svensk skådespelare, känd bland annat för rollen som Anna i Lukas Moodyssons film Tillsammans. 

## Biografi
Liedberg studerade vid Teaterhögskolan i Stockholm 1989–1992. Till en början spelade hon mindre roller, till exempel den som militant feminist i kortfilmen Vi ses i Kraków (1992), Happy Days (1995), Älvakungen dyker upp (1996) och S:t Mikael (1998). En större roll hade hon som Anna i Lukas Moodyssons film Tillsammans (2000). 23 år senare kom en uppföljare till filmen, kallad Tillsammans 99, vilket ledde till att Liedberg nominerades till Guldbaggen för bästa kvinnliga biroll vid Guldbaggegalan 2024.
Hon har även medverkat i TV-serien Rederiet.
Liedberg gjorde en roll 1997 i Romeo och Julia i Sarajevo i Parkteaterns regi. Hon har också varit verksam på bland annat Dramaten, Stockholms Stadsteater och Östgötateatern.

### Familj
Jessica Liedberg är sambo med skådespelaren Gustaf Hammarsten och tillsammans har de tre barn.

## Filmografi
- 1980 – OM - Ingeborg
- 1992 – Vi ses i Kraków (kortfilm)
- 1995 – Happy Days (kortfilm)
- 1995 – Du skall hedra (kortfilm)
- 1996 – Älvakungen dyker upp (kortfilm)
- 1997 – Kärlek och hela alltihopa (kortfilm)
- 1997 – Snoken (TV-serie)
- 1998 – Veranda för en tenor
- 1998 – S:t Mikael (TV-serie)
- 2000 – Tillsammans
- 2001–2002 – Rederiet (TV-serie)
- 2004 – Slut (kortfilm)
- 2006 – Världarnas bok (TV-serie)
- 2006 – Revolutionens kvinnor
- 2007 – Höök (TV-serie)
- 2007 – Sluta stöna eller dö
- 2009 – Bröllopsfotografen
- 2010 – Toy Story 3 (röst)
- 2010 – Wallander – Arvet
- 2011 – Solsidan (TV-serie)
- 2012 – Kontoret (TV-serie)
- 2013 – Skumtimmen
- 2014 – Vikingshill (TV-serie)
- 2014 – Tjockare än vatten (TV-serie)
- 2015 – Welcome to Sweden (TV-serie)
- 2018 – Gråzon (TV-serie)
- 2018 – Morden i Sandhamn (TV-serie)
- 2019 – Toy Story 4 (röst)
- 2020 – Helt perfekt (TV-serie)
- 2020 – Du gamla du fria (kortfilm)
- 2021 – Knutby (TV-serie)
- 2022 – Nattryttarna (TV-serie)
- 2023 – Tillsammans 99
- 2025 – Genombrottet (TV-serie)

## Teater

### Roller (ej komplett)
| År   | Roll                      | Produktion                                            | Regi                | Teater                                 |
| ---- | ------------------------- | ----------------------------------------------------- | ------------------- | -------------------------------------- |
| 1991 | Husa 1 Elsa               | Minns du den stad Per Anders Fogelström               | Johan Bergenstråhle | Stockholms stadsteater                 |
| 1996 | Ruby Batone               | Maratondansen Horace McCoy                            | Johan Huldt         | Parkteatern                            |
| 1997 | Fräulein Kost             | Cabaret John Kander, Fred Ebb, Joe Masteroff          | Åsa Kalmér          | Parkteatern                            |
| 2001 | Natasja                   | Systrarna Per Olov Enquist                            | Benny Fredriksson   | Stockholms stadsteater                 |
| 2004 | Reidun                    | Elling Axel Hellstenius                               | Bo Hermansson       | Vasateatern                            |
| 2010 | Marlene                   | Petra von Kants bittra tårar Rainer Werner Fassbinder | Hugo Hansén         | Stockholms stadsteater                 |
| 2011 | Monica                    | Tjuvar Dea Loher                                      | Jenny Andreasson    | Dramaten                               |
| 2011 |                           | John och svamparna Johan Petri                        | Johan Petri         | Dramaten                               |
| 2013 | Martha Dobie              | De oskyldiga Lillian Hellman                          | Jenny Andreasson    | Dramaten                               |
| 2014 | Charlotte sjuksköterska 1 | Lolita Edward Albee                                   | Nora Nilsson        | Stockholms stadsteater                 |
| 2015 | Krista                    | Rädsla urholkar själen Irena Kraus                    | Nadja Weiss         | Stockholms stadsteater                 |
| 2015 | Medverkande               | Min kamp Karl Ove Knausgård                           | Ole Anders Tandberg | Stockholms stadsteater                 |
| 2016 | Medverkande               | Min kamp Karl Ove Knausgård                           | Ole Anders Tandberg | Stockholms stadsteater                 |
| 2017 | Ester Nilsson             | Egenmäktigt förfarande Lena Andersson                 | Eva Dahlman         | Scalateatern Flyttad till Maximteatern |